# Juan de Zumárraga
Juan de Zumárraga, secondo la grafia basca moderna Juan Zumarraga (Durango, 1468 – Città del Messico, 3 giugno 1548), è stato un arcivescovo cattolico e francescano spagnolo, primo vescovo del Messico.

## Carriera ecclesiastica
Fu superiore dell'ordine dei francescani in Spagna e inquisitore, divenne il primo vescovo della Nuova Spagna, nel 1528 l'imperatore Carlo V gli impose questo titolo così Zumarraga arrivò in Messico per esercitare il suo nuovo ministero, ma dovette ritornare in Spagna poiché non era ancora stato consacrato e nel nuovo continente non c'erano vescovi che potessero consacrarlo e imporgli la mitria di vescovo della Nuova Spagna.
Nel giugno del 1534 ritornò in Messico. A lui si deve la creazione della prima tipografia del Messico e di tutta l'America, fondò i collegi di Santa Cruz di Tlatelolco e di San Juan de Letrán, fondò anche un ospedale che chiamò dell'Amore di Dio e iniziò la creazione della Reale e Pontificia Università del Messico.
Dal 1536 al 1543 esercitò la carica di inquisitore apostolico e sostenne 183 cause contro sospetti eretici, il caso più famoso fu quello contro don Carlos Ometochtzin di Texcoco che teoricamente continuava a praticare sacrifici umani, in realtà per le accuse dovute al risentimento di un parente (tale fatto provocò lo sdegno e l'intervento dello stesso imperatore Carlo V che poi tolse al vescovo la possibilità di processi contro gli indigeni).
Nel 1546 papa Paolo III lo nominò primo arcivescovo del Messico.

## Le apparizioni della Madonna di Guadalupe

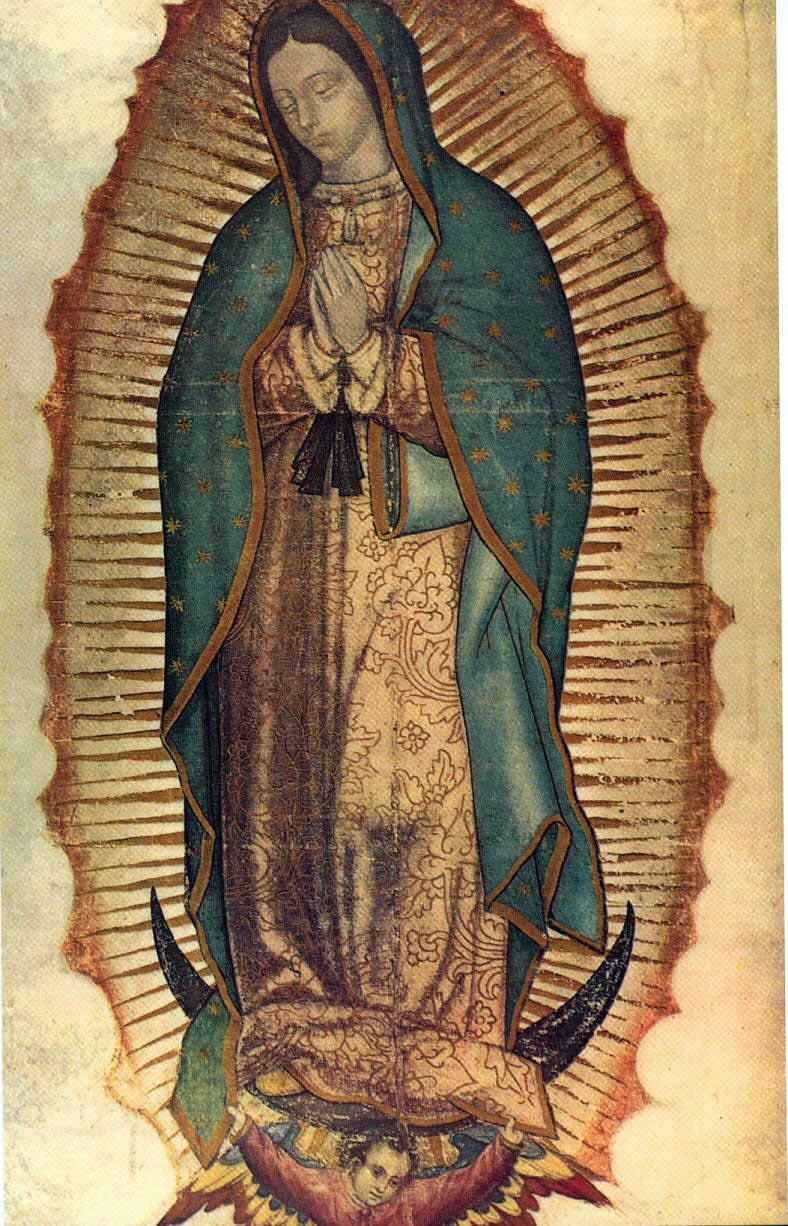
La Vergine di Guadalupe impressa sulla tilma

Juan de Zumárraga è indicato dalle fonti come uno dei protagonisti delle apparizioni della Madonna di Guadalupe.
Secondo la tradizione, la Vergine Maria nella sua veste di Vergine di Guadalupe apparve in varie occasioni al convertito azteco Juan Diego Cuauhtlatoatzin tra il 9 e il 12 dicembre del 1531 sul monte del Tepeyac e gli chiese di cercare il vescovo per dirgli che Lei sollecitava la costruzione di un tempio in quel luogo; la storia racconta che l'indio Juan Diego andò alla ricerca di Juan de Zumárraga per raccontargli la richiesta della Vergine e il Vescovo non credette alle apparizioni.
Juan de Zumárraga chiese una prova delle apparizioni della Vergine e nella risposta alla richiesta del vescovo, la Vergine chiese all'indio di tagliare quante più rose potesse e di portarle al vescovo; così egli fece e raccolse le rose nel suo mantello (tilma), che poi aprì davanti a Zumárraga: la tilma recava impressa l'effigie della Vergine.
Dopo questa apparizione Juan de Zumárraga visse molti anni, e scrisse molte lettere, carte e anche un catechismo chiamato Regla Cristiana (regola cristiana). Non si conoscono documenti nei quali egli menzioni esplicitamente di essere stato testimone di apparizioni mariane, ma parti del suo catechismo possono essere interpretate come un'allusione a questi fatti.

## La morte
Morì a Città del Messico il 3 giugno 1548 e fu sepolto nella cattedrale della città.

## Genealogia episcopale e successione apostolica
La genealogia episcopale è:
- Vescovo Adrianus Appelkeren, O.S.A.
- Vescovo Diego Ribera de Toledo
- Arcivescovo Juan de Zumárraga, O.F.M.

La successione apostolica è:
- Vescovo Juan Lopez de Zárate (1537)
- Vescovo Francisco Marroquín Hurtado (1537)
- Vescovo Vasco de Quiroga (1539)